# Collessius
Collessius is een muggengeslacht uit de familie van de steekmuggen (Culicidae).

## Soorten
- C. banksi (Edwards, 1922)
- C. elsiae (Barraud, 1923)
- C. hatorii (Yamada, 1921)
- C. macdougalli (Edwards, 1922)
- C. macfarlanei (Edwards, 1914)
- C. ningheensis (Lei, 1989)
- C. pseudotaeniatus (Giles, 1901)
- C. shortti (Barraud, 1923)
- C. tonkinensis (Galliard & Ngu, 1947)